# Карцинома

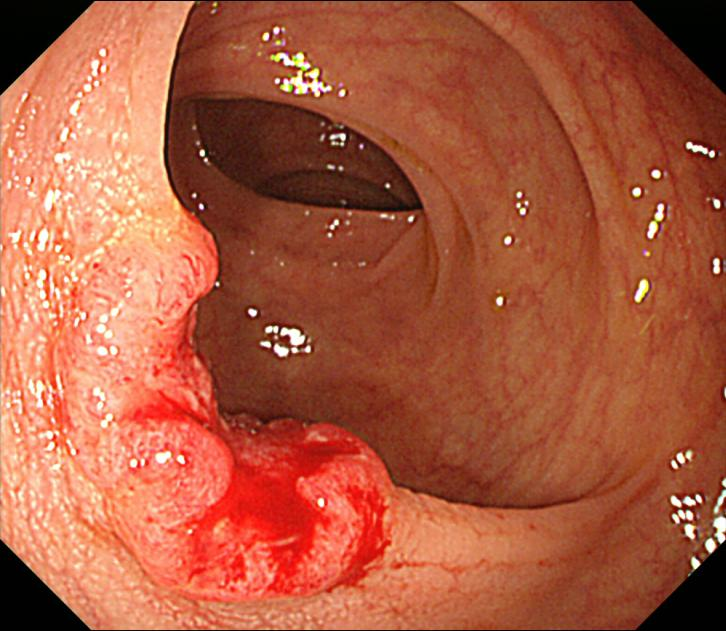
Карцинома ректосигмоїдної ділянки товстої кишки при ректороманоскопії

Ця стаття про злоякісні новоутворення лише епіталіальних тканин, також відомих як рак. Усі посилання з Рак (захворювання) перенаправлені сюди.
Якщо Ви шукали інформацію про злоякісні новоутворення взагалі, див. статтю Злоякісна пухлина.
Карцинома (грец. carcinos; лат. cancer — рак, краб, лат. oma — пухлина), заст. карки́н, канцер, також Рак — злоякісна пухлина з епітеліальної тканини. Походження терміна пов'язане, ймовірно, з тим, що найдоступніші для спостереження форми захворювання — раку молочної залози, раку шкіри — часто проростають у навколишні тканини, форми їхніх проростів нагадують клешні рака. У багатьох країнах цим терміном позначають будь-які злоякісні пухлини незалежно від їхнього тканинного походження та будови.

## Характеристика
Загальною характеристикою злоякісних пухлин є їхній виражений тканинний атипізм (тобто втрата клітинами здатності до диференціювання із порушенням структури тканини, з якої розвивається пухлина), агресивне зростання з ураженням, як самого органу, так і інших прилеглих органів, схильність до метастазування, тобто до поширення клітин пухлини із током лімфи або крові по всьому організму з утворенням нових осередків пухлинного росту в багатьох органах, віддалених від первинного осередку. За темпами зростання більшість злоякісних пухлин перевершують доброякісні і, як правило, можуть досягати значних розмірів у короткі терміни. Розрізняють також, вид місцедеструктуруючих злоякісних пухлин, що ростуть з утворенням інфільтрату в товщі тканини, призводячи до її руйнування, але, як правило, не метастазують. До таких форм раку відносять, наприклад, базаліому шкіри.

## Злоякісні новоутворення різних органів
- Рак шлунка
- Рак стравоходу
- Рак легень
- Рак печінки
- Рак підшлункової залози
- Рак нирки
- Рак щитоподібної залози
- Рак вагіни
- Рак яєчників
- Рак шийки матки
- Рак молочної залози
- Рак сечового міхура
- Рак простати
- Рак губи
- Рак гортані
- Рак товстої кишки
- Рак шкіри
- Рак верхівки легені з синдромом Панкоста

## Історичні факти
Вперше рак був описаний в єгипетському папірусі Сміта приблизно в 1600 до н. е. У папірусі розповідається про кілька форм раку молочної залози і повідомляється, що від цієї хвороби немає лікування. Назва «рак» походить від впровадженого у медичну практику Гіппократом (460—370 до н. е.) терміна «карцинома» на позначення злоякісної пухлини з перифокальним запаленням. Її форма нагадує зовні краба. Гіппократ описав кілька видів раку, а також запропонував термін oncos. Римський лікар Авл Корнелій Цельс (лат. Aulus Cornelius Celsius) у першому столітті до н. е. запропонував на ранній стадії лікувати рак видаленням пухлини, а на пізніх — не лікувати взагалі. Він переклав грецьке слово carcinos на латину: лат. cancer — краб. Також античний медик Клавдій Гален використовував слово oncos для опису всіх пухлин, що і дало сучасний корінь слову онкологія.
Щорічно 4 лютого відзначається Всесвітній день боротьби проти раку, встановлений Міжнародним союзом по боротьбі з онкологічними захворюваннями. Також 15 лютого оголошено Всесвітнім днем онкохворої дитини.

## Захворюваність
Безперервно зростає, щорічно в світі реєструється близько 6 мільйонів нових випадків злоякісних пухлин. Найбільш висока захворюваність серед чоловіків відзначена у Франції (361 чоловік на 100 000 населення), серед жінок — у Бразилії (відповідно 283,4 — на 100 000). Частково це пояснюється старінням населення.
Більшість ракових пухлин розвивається у осіб старше 50 років, а кожен другий онкологічно хворий старше 60 років. Найчастіше уражаються передміхурова залоза та легені у чоловіків і молочна залоза у жінок. Смертність від онкологічних захворювань у світі, посідає друге місце після захворювань серцево-судинної системи. Навіть в економічно успішних європейських країнах, щорічно від онкозахворювань помирають 837 тис. осіб і реєструється близько 4 млн нових випадків захворювання.
За прогнозами Всесвітньої організації охорони здоров'я, до 2020 року, онкологічні захворювання повинні були вийти на перше місце, а за даними Американської асоціації госпіталів — це повинно було статися вже за 5 років.

### Ситуація в Україні
Нині кожний 270-й українець має діагноз «рак», кожний 50-й українець хворів чи хворіє певним онкологічним захворюванням. [джерело?]За останні 10 років кількість хворих збільшилася на 25 % і продовжує зростати на 2,6-3 % на рік, ця тенденція також супроводжується «омолодженням» раку. Щороку в Україні виявляється понад 160 тис. нових випадків злоякісних новоутворень, майже 100 тис. жителів вмирають від раку, причому 35 % померлих — особи працездатного віку. Кожну годину реєструється понад 20 нових випадків захворювання, а 10 мешканців України помирають від раку.
За дослідженнями та розрахунками фахівців, до 2020 року кількість уперше захворілих на рак в Україні перевищить 200 тис. на рік.  Що стосується показників летальності від онкологічних захворювань, то кожен другий-третій онкохворий в Україні вмирає в перший рік хвороби, що в 2-10 разів перевищує аналогічний показник в розвинених країнах. У той же час, близько 5 % людей з встановленим діагнозом «рак» відмовляються від лікування через брак коштів.

## Етіологія та патогенез

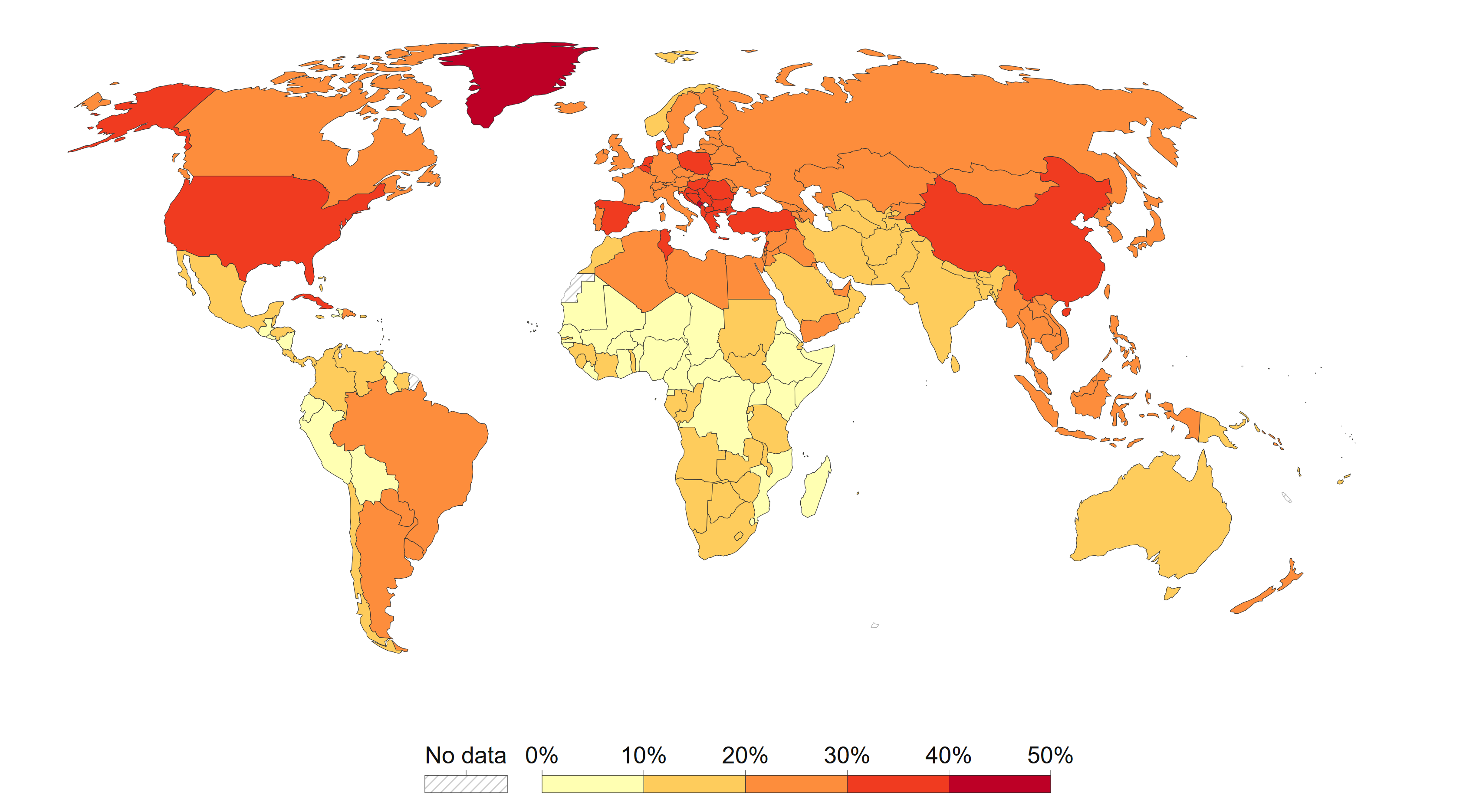
Частка смертей від раку, пов'язаних з тютюном 2016 року, за країнами

Сучасній медицині відома велика кількість факторів, здатних запустити механізми канцерогенезу. Речовини або фактори навколишнього середовища, що мають таку властивість, називають канцерогенами.
- Хімічні канцерогени — до них відносять різні групи поліциклічних та гетероциклічних ароматичних вуглеводнів, ароматичні аміни, нітрозосполуки, афлатоксини, а також вінілхлорид, метали, пластмаси та інше. Їхньою загальною характеристикою є здатність вступати в реакцію з ДНК клітин, тим самим викликаючи їхнє злоякісне переродження.
- Канцерогени фізичної природи — це різні види іонізуючого випромінювання (α-, β-, γ-випромінювання, рентгенівські промені).
- Біологічні фактори канцерогенезу — це різні типи вірусів (герпесвірус 4 типу Епштейна-Барр (лімфома Беркітта), вірус папіломи людини (рак шийки матки), віруси гепатиту В і гепатиту С (гепатокарцинома)), які несуть у своїй структурі специфічні онкогени, що сприяють модифікації генетичного матеріалу клітини з їхньою подальшою малігнізацією.
- Гормональні фактори — деякі типи гормонів людини (наприклад, статеві гормони) можуть викликати злоякісне переродження тканин, чутливих до дії цих гормонів (рак молочної залози, рак яєчка, рак передміхурової залози).
- Генетичні фактори — зміни генетичного апарату, що передаються з покоління до покоління. Як приклад, наявність мутації в гені BRCA, що має спадковий характер, може призвести до виникнення раку молочної залози у до 80 % носіїв химерного гена.

Загалом впливаючи на клітину, канцерогени викликають певні порушення її структури і функції (особливо ДНК), що називається ініціацією. Пошкоджена клітина таким чином набуває виражений потенціал до малігнізації. Повторний вплив канцерогену (того ж, що викликав ініціацію, або будь-якого іншого) призводить до незворотних порушень механізмів, які контролюють розподіл, ріст і диференціювання клітин, в результаті яких клітина набуває ряд властивостей, не властивих нормальним клітинам організму — промоція.
Зокрема, пухлинні клітини набувають здатності до безконтрольного поділу, втрачають тканиноспецифічну структуру та функціональну активність, змінюють свій антигенний склад та ін. Зростання пухлини (пухлинна прогресія) характеризується поступовим зниженням диференціювання і збільшенням здатності до безконтрольного поділу, а також зміною взаємозв'язку «пухлинна клітина — організм», що призводить до утворення метастазів. Метастазування відбувається переважно лімфогенним шляхом (тобто із током лімфи) в регіонарні лімфовузли, або ж гематогенним шляхом (з током крові) з утворенням метастазів у різних органах (легені, печінка, кістки тощо).

## Патологічна анатомія

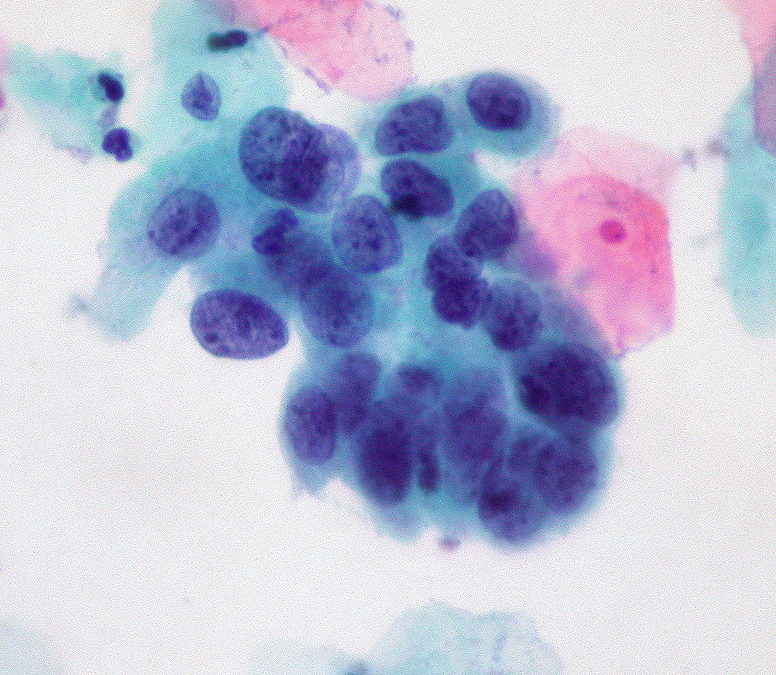
Цитологічна картина плосколітинного інтраепітеліального новоутворення. Ракові клітини відрізняються від нормальних високим відношенням площі ядра (темні області) до цитоплазми (світлі)

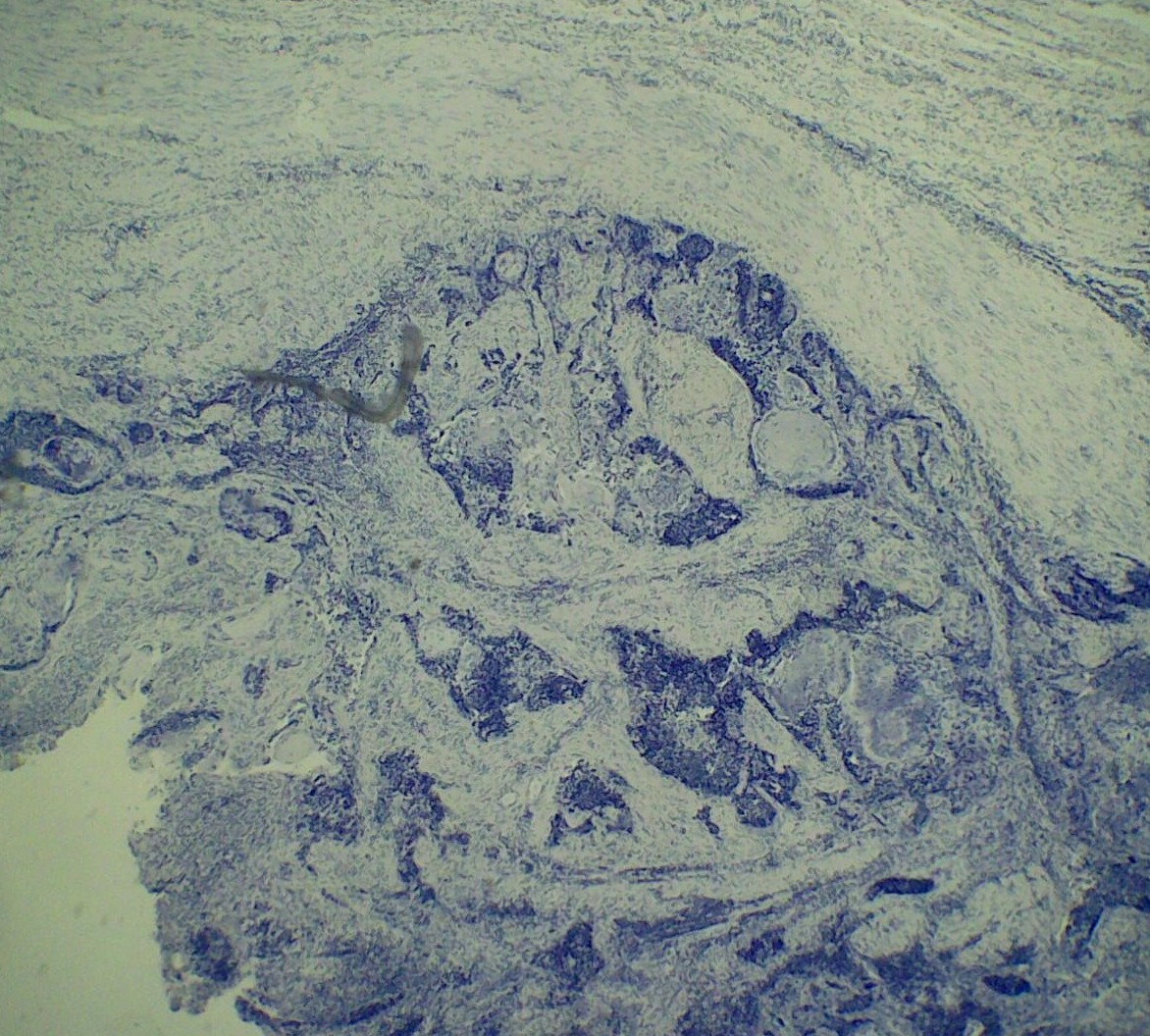
Плоскоклітинний середньодиференційований рак

Будова карциноми значною мірою залежить від структурно-функціональних особливостей клітин органів, з яких вона розвинулася. Так, із клітин, які контактують із зовнішнім середовищем (епітелій шкіри, слизової оболонки ротової порожнини, стравоходу, гортані, прямої кишки), розвивається пухлина, що складається з багатошарового плоского епітелію (зроговілого та незроговілого), яка має назву плоскоклітинної карциноми (плоскоклітинний рак). З епітелію залозистих тканин (залози бронхів, молочна залоза, простата) розвивається пухлина залозистої структури (залозистий рак) — аденокарцинома.

### За ступенем диференціювання
- Високодиференційовані пухлини
- Середньодиференційовані пухлини
- Малодиференційовані пухлини
- Недиференційовані пухлини

Для високодиференційованих пухлин характерна будова, близька до будови тканини, з якої утворилася ця пухлина. У разі середньо- і малодиференційованих пухлин, подібність структури пухлини та вихідної тканини знижується, стає стертою. Іноді клітинний та тканинний атипізм новоутворення можуть бути настільки вираженими, що визначити тканинну приналежність пухлини практично неможливо (недиференційовані пухлини). Як правило, вони характеризуються високим ступенем злоякісності (тобто здатності утворювати метастази).

### За морфологією
Залежно від переважання у структурі пухлини строми (сполучної тканини) або паренхіми (ракових клітин), розрізняють:
- простий рак, в якому строма і паренхіма розвинені в однаковій ступені;
- медулярний рак, у структурі якого переважає паренхіма;
- фіброзний рак (скір), в якому переважає строма.

При цьому більшість ракових клітин (особливо з високим рівнем диференціювання) зберігають за собою функцію вихідної тканини. Так, клітини аденокарциноми (рак із залозистої тканини) можуть продукувати слиз.

## Класифікація за системою TNM
Дана класифікація TNM використовує абеткове та числове позначення різних категорій на позначення поширення пухлини, а також наявності або відсутності локальних і віддалених метастазів.

### T— tumor
Від латинського слова лат. tumor — пухлина. Описує та класифікує основне вогнище пухлини.
- Tis або T0 — так звана, карцинома in situ — тобто пухлина, що не проростає базального шару епітелію.
- T1-4 — позначає різний ступінь розвитку вогнища. Для кожного органу існує окрема розшифровка кожного з індексів.
- Tx — практично не використовується. Виставляється лише тоді, коли виявлені метастази, але не виявлено первинне вогнище.

### N— nodulus
Від латинського лат. nodulus — вузлик. Описує і характеризує наявність метастазів суто у лімфатичні вузли.
- Nx — виявлення регіонарних метастазів не проводилося, їх наявність невідома.
- N0 — регіонарних метастазів не виявлено при проведенні дослідження з метою виявлення метастазів.
- N1 — регіонарні метастази виявлені.
- N2 — метастази виявлені у віддалених лімфатичних вузлах.

### M— metastasis
Характеристика наявності віддалених метастазів, тобто у віддалених лімфовузлах, інших органах, тканинах (в тому числі проростання пухлини).
- Mx — виявлення віддалених метастазів не проводилося; їх наявність невідома.
- M0 — віддалених метастазів не виявлено (при проведенні дослідження з метою виявлення метастазів).
- M1 — виявлені метастази в інші органи і системи (окрім лімфатичної).

### Інші індекси
Для деяких органів або систем органів застосовуються додаткові параметри — S, G, V, L тощо в залежності від ураженого органу. Вони характеризують ступінь диференціювання її клітин (G), рівень пухлинних маркерів (S) — вміст специфічних речовин у сироватці крові, ураження венозної (V) та лімфатичної (L) систем.

## Клінічні прояви
Симптоматика раку залежить головним чином від місця розташування пухлини, від темпів її зростання та наявності метастазів. Найчастішими ознаками є:
- Зміна шкіри на обмеженій ділянці у вигляді збільшуваної припухлості, оточеної каймою гіперемії. Припухлості можуть з'являтися, оголюючи глибокі виразки, нечутливі до лікування.
- Зміна тембру голосу, утруднення ковтання або проходження їжі через стравохід, завзятий кашель, біль у грудній клітині або животі.
- Втрата ваги, зниження апетиту, невмотивована слабкість, стійке підвищення температури тіла, анемія, ущільнення молочної залози та кров'янисті виділення із соска, кров'янисті виділення із сечового міхура, утруднення сечовипускання тощо.

## Діагностика

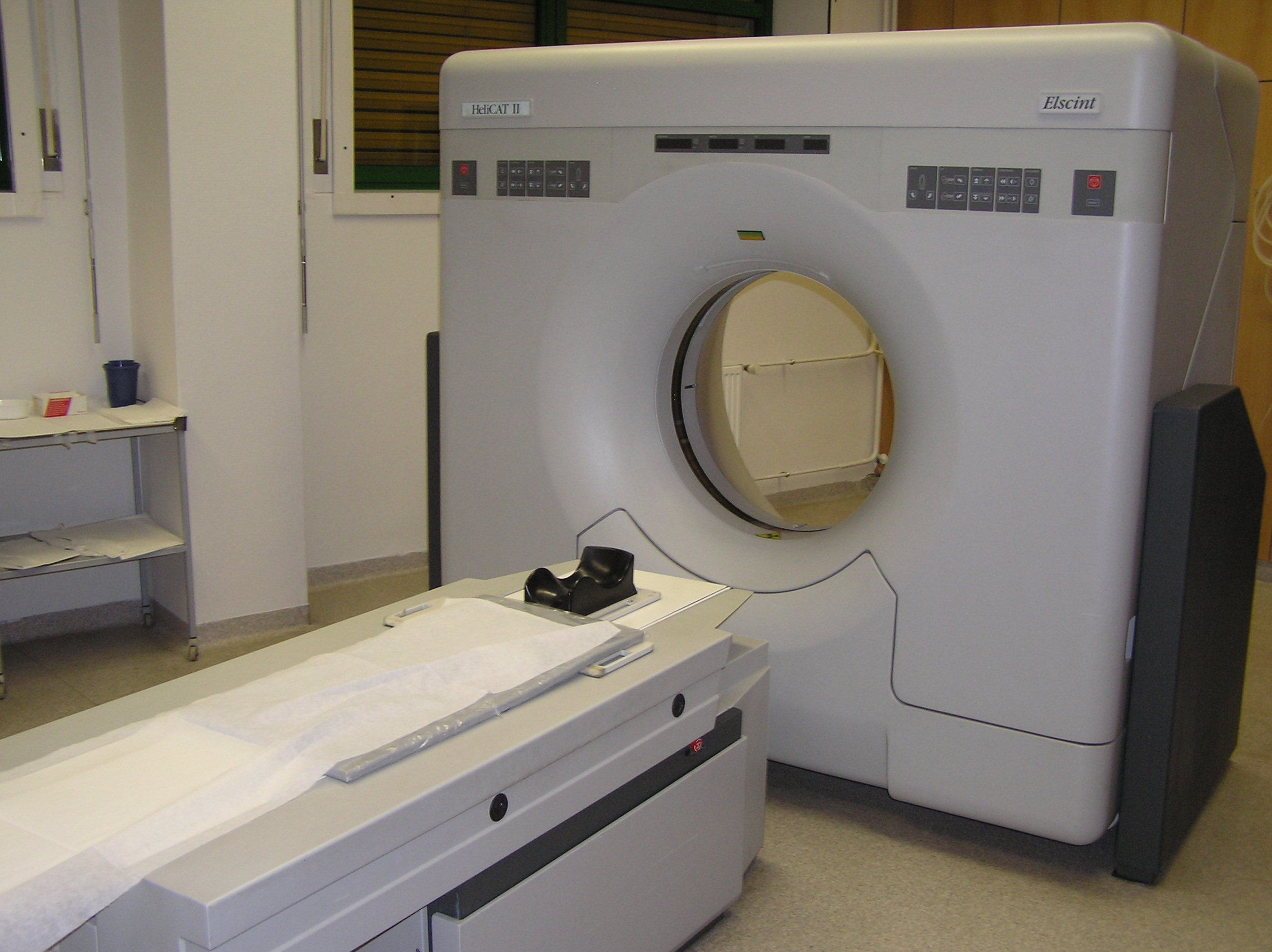
Комп'ютерний томограф

Рентгенограма органів грудної клітини, що демонструє фокус затемнення у верхній частці лівої легені, підозрілий на периферичний рак

Своєчасне звернення до лікаря, ретельний збір анамнезу, проведення уважного огляду пацієнта часто сприяють виявленню раку на ранніх стадіях, коли хвороба піддається лікуванню. Особливу увагу слід приділяти виявленню передпухлинних захворювань (пігментна ксеродермія, еритроплазія Кейра, меланоз Дюбрея, природжений множинний поліпоз товстої кишки), наявність яких передбачає як лікування, так і постійний контроль за станом здоров'я хворого. Так, діагностувати рак шийки матки на ранніх стадіях розвитку захворювання дозволяє Тест Папаніколау.

### Сучасні методи променевої діагностики
- Комп'ютерна томографія, або КТ — надзвичайно інформативний рентгенологічний метод діагностики ракових захворювань, що базується на пропусканні крізь тканини напрямленого пучка рентгенівських променів та формуванні зображень на плівці.
- Ультразвуковий метод дозволяє діагностувати злоякісні захворювання черевної порожнини та заочеревинного простору, малого таза, нирок та сечового міхура, молочної залози, щитоподібної залози тощо.
- Конвенційна рентгенодіагностика — на сьогодні найдоступніший метод, що дозволяє відносно успішно досліджувати органи грудної порожнини, черевної порожнини та кісткової системи організму.
- Сцинтиграфія — метод ядерної медицини. Перевагою даного методу є можливість візуалізації органів та їхніх систем за відносно невеликого променевого навантаження на організм. Здійснюють метод за допомогою гамма-камери, яка дозволяє створювати та зберігати знімки тканин у багатьох режимах, у тому числі планарному та томографічному. В межах методу здійснюються такі дослідження: сцинтиграфія кісткової системи, нирок, паращитоподібних залоз, стравоходу, шлунку, лімфосцинтографія для виявлення сторожового лімфовузла (лімфовузла, у який найімовірніше може дати метастази первинне вогнище), гепатосцинтографія.

### Біопсія
Для підтвердження діагнозу обов'язково виконують різні види біопсій.
- Пункційна біопсія

Проводиться часто під контролем УЗД. Тонка голка вводиться в паренхіму підозрілого новоутворення з подальшим виконанням аспірації його клітин. Отриманий біоптат фіксується на скельці, фарбується відповідним методом та досліджується за допомогою мікроскопії.
- Відкрита біопсія

Проводиться при неможливості виконання пункційної. Хірургічним шляхом з підозрілого новоутворення беруть зразок тканини (клітин) і вивчають його під мікроскопом на наявність атипових клітин. Якщо ж діагноз підтверджується, переходять до наступного етапу — стадіювання, коли лікар, описаними вище методами, встановлює стадію захворювання — у тому числі чи розповсюджується пухлина з одного органа в інші ділянки організму (метастазування).

## Прогноз
Прогноз розвитку виявленого раку залежить від своєчасного виявлення пухлини, її локалізації, стадії розвитку і т. д. Виявлення раку на ранніх стадіях розвитку, як правило, веде до повного одужання хворого під дією адекватного лікування. Наявність віддалених метастазів, як правило, визначає несприятливий прогноз.

## Лікування
Лікування раку залежить від типу пухлини, її локалізації, будови, стадії захворювання згідно з класифікацією TNM.
Розрізняють такі типи лікування:
- Хірургічне видалення пухлини з прилеглими тканинами. Ефективно для лікування пухлин невеликих розмірів, доступних для хірургічного втручання, і за відсутності метастазів. Нерідко після хірургічного лікування можуть виникати рецидиви пухлини.
- Променеву терапію застосовують для лікування малодиференційованих пухлин, чутливих до радіації. Також застосовують для локального руйнування метастазів.
- Хіміотерапію використовують для лікування різних, найчастіше, пізніх стадій раку з використанням цитотоксичних засобів, гормональних/антигормональних засобів, імунних препаратів, ферментних препаратів, протипухлинних антибіотиків[7] та інших лікарських препаратів, які руйнують або уповільнюють зростання ракових клітин.
- Генна терапія — найсучасніший метод лікування, суть якого полягає у впливі на систему STAT (signal transduction and activator of transcription) та інші системи, тим самим він регулює процес ділення клітин.
- Нейтрон-захватна терапія — новий метод лікування пухлини, схожий на променеву терапію, але відрізняється від неї тим, що використовують нейтрони замість звичайного опромінення. Нейтрони проникають глибоко в тканини пухлини, що поглинули, наприклад, бор, і знищують їх, не пошкоджуючи при цьому здорові тканини на відміну від радіотерапії. Ця терапія показала дуже високий відсоток повного одужання в лікуванні пухлин, що становить 73,3 % навіть на запущеній стадії.
- Імунотерапія. Імунна система прагне знищити пухлину. Однак вона через різні причини часто не в змозі це зробити. Імунотерапія допомагає імунній системі боротися з пухлиною, змушуючи її атакувати новоутворення ефективніше або роблячи пухлину чутливішою. Вакцина Вільяма Колі, а також варіант цієї вакцини — піцібаніл, є ефективними при лікуванні деяких форм новоутворень завдяки стимулюванню активності натуральних кілерів та виробленні ряду цитокінів, таких як фактор некрозу пухлини та інтерлейкін-12.

Тепер найвдаліші результати лікування раку спостерігають при використанні комбінованих методів лікування (хірургічного, променевого та хіміотерапевтичного). При лікуванні лейкемії та лімфоми досить ефективною є трансплантація кісткового мозку та стовбурових клітин периферійної крові, оскільки це дозволяє використовувати дуже великі дози радіації.
Існують три види трансплантації:
- Аутогенна транплантація — хворому пересаджують його власні клітини.
- Сингенна транплантація — пацієнтам пересаджують стовбурові клітини їхніх однояйцевих близнюків.
- Алогенна транплантація — пересаджуються стовбурові клітини брата, сестри, батьків. Як матеріал можуть також використовуватись стовбурові клітини людини, що не є родичем пацієнта, але підходить йому за типом HLA.

Також хворим, що проходять лікування хімічною терапією, призначають імуноглобулін — речовину, яку отримують із плазми крові здорової людини. Річ у тому, що лікування певних типів раку призводить до значного пригнічення організму, він майже не продукує власні антитіла, у такому випадку імуноглобулін постачає організмові готові антитіла.

## Всеукраїнський тиждень діагностики раків шкіри
Всеукраїнський тиждень діагностики раків шкіри — ініціатива Міністерства охорони здоров'я України, спрямована на своєчасне виявлення ракових меланомних і немеланомних утворень на шкірі. Проєкт існує за безпосередньої підтримки МОЗ, Національної академії медичних наук України та Української академії дерматології.

### Цілі проєкту
Першочергові цілі проєкту:
- надати громадянам України безкоштовний доступ до сучасних скринінгових методів обстеження пігментних новоутворень шкіри;
- покращити виявлення та реєстрацію раків шкіри на ранніх стадіях;
- проінформувати громадян про шкідливість надмірного перебування на сонці та навчити їх правил профілактики шкірних онкологічних захворювань.

### Всеукраїнський тиждень діагностики раку шкіри 2013 року
25 квітня 2013 року про старт Всеукраїнського тижня діагностики раків шкіри оголосили тодішній головний дерматовенеролог МОЗ Олександр Літус, головний офтальмолог МОЗ Сергій Риков, головний терапевт МОЗ Василь Нетяженко та головний онколог МОЗ Ігор Седаков.
Тоді Всеукраїнський тиждень діагностики раків шкіри (13-19 травня) вперше відбувся на міждисциплінарному рівні: до проєкту долучилося понад 25 000 лікарів як із державних, так і з приватних медзакладів, серед яких не лише дерматовенерологи, але й онкологи, терапевти і офтальмологи.
У рамках ініціативи організатори склали список медичних закладів, де всі охочі могли безкоштовно обстежитися на рак шкіри та отримати консультацію профільних лікарів, а також розробили зрозумілий клінічний маршрут пацієнта.
Також служба головного дерматовенеролога МОЗ розробила і видала методичні рекомендації лікарям «Сучасні методи обстеження пацієнтів з метою виявлення новоутворень шкіри. Скринінг раку шкіри», інформаційні плакати й листівки для українських профільних медичних установ та створила сайт, який містить інформацію про те, як розпізнати рак шкіри та як від нього захиститися.

#### Результати Всеукраїнського тижня діагностики раків шкіри 2013 року
У проєкті взяли участь 1399 дерматовенерологічних установ усіх форм власності та понад 3872 лікарів-дерматовенерологів. За тиждень безкоштовно було обстежено близько 344 тисяч мешканців України. Під час скринінгового обстеження було попередньо діагностовано близько 2319 випадків дерматоонкологічних захворювань (611 меланом та 1708 немеланомних раків шкіри), 7248 пацієнтів були направлені на підтвердження діагнозу та лікування до профільних онкологічних установ.